# Karol de Mayenne
Karol de Mayenne oryg. Charles de Mayenne (ur. 26 marca 1554 w Alençon, zm. 3 października 1611 w Soissons) – książę de Mayenne, pochodził z rodu Gwizjuszy, jeden z przywódców Ligi Katolickiej podczas francuskich wojen religijnych, drugi syn Franciszka Lotaryńskiego, księcia de Guise, i Anny, córki Ercole II d’Este, księcia Modeny. Młodszy brat Henryka I, księcia de Guise.
Karol nie był obecny we Francji podczas nocy św. Bartłomieja w 1572 r., ale jeszcze w tym samym roku otrzymał parowski tytuł księcia de Mayenne. Rok później brał udział w oblężeniu La Rochelle. W tymże roku towarzyszył księciu andegaweńskiemu w podróży do Polski, gdzie książę został wybrany królem. Karol nie przebywał długo w Polsce i wrócił do Francji jeszcze przed końcem roku.
We Francji przyłączył się do ultrakatolickiego stronnictwa swojego brata, księcia Henryka de Guise. W 1577 r. odniósł sukcesy w walkach z hugenotami w Poitou. Jako gubernator Burgundii przyczynił się w 1585 r. do poparcia przez tę prowincję Ligi Katolickiej. Był jednym z wodzów Ligi. Po zamordowaniu swoich dwóch braci w Blois w grudniu 1588 r. Karol de Mayenne został przywódcą Ligi Katolickiej.
Ambasador Najjaśniejszej Republiki Weneckiej, Mocenigo, twierdził, że Mayenne ostrzegł króla Henryka III (dawnego księcia andegaweńskiego), że istnieje spisek, który ma na celu porwanie króla i przewiezienie go do wrogiemu mu Paryża. Kiedy książę de Mayenne przebywał w Lyonie przyszedł doń list od Henryka z wiadomością o zamordowaniu braci księcia. Król pisał, że uczynił tak po ostrzeżeniach Karola. Nakazał również powrót księcia do Burgundii.
Zaraz po otrzymaniu listu Mayenne rozpoczął przygotowania do marszu na Paryż. Spróbował odbić tych swoich krewnych, którzy zostali aresztowani w Blois, ale bezskutecznie. W lutym 1589 r. na czele wojsk z Burgundii i Szampanii wkroczył do Paryża. Paryżanie byli gorliwymi stronnikami Ligi Katolickiej i domu Gwizjuszy. Wieść o zamordowaniu dwóch przywódców Ligi wywołała wściekłość w Paryżu. Kiedy Karol wkraczał do Paryża okazało się, że miasto znajduje się pod kontrolą reprezentantów 16 dzielnic Paryża, gorliwych stronników Ligi.
Karol utworzył radę generalną do zajmowania się sprawami miasta i relacjami z innymi miastami popierającymi Ligę. Każda dzielnica miała wysłać czterech delegatów. Rada miała zostać zasilona ludźmi nominowanymi przez Karola. On sam przyjął tytuł „porucznika-generała państwa i korony francuskiej” i złożył przysięgę przed paryskim parlamentem.
W kwietniu książę ruszył do Tours. Król Henryk III zawarł sojusz z królem Nawarry, protestantem Henrykiem Burbonem. Połączone siły obu królów zmusiły wojska Ligi do odwrotu. Henryk III rozpoczął oblężenie Paryża, ale w jego trakcie został zamordowany przez fanatycznego dominikanina. Zmarł bezpotomnie. Oznaczało to, że w myśl prawa salickiego kolejnym królem został Henryk z Nawarry jako Henryk IV.
Książę de Mayenne był namawiany do tego, aby on sam zażądał dla siebie francuskiej korony. Książę pozostał jednak wierny programowi Ligi i ogłosił królem Karola kardynała de Burbon jako Karola X. Potencjalny władca był jednak bezdzietnym starcem, dodatkowo znajdował się wówczas w rękach Henryka IV. Henryk wycofał się do Dieppe, gdzie podążył za nim Karol. Po drodze połączył się z wojskami swojego kuzyna, Karola, księcia d'Aumale, i Karola II de Cossé, hrabiego de Brissac. Karol zmusił wojska królewskie do bitwy pod Arques (wrzesień 1589), ale poniósł klęskę. Henryk ominął jego armię i ruszył na Paryż, wycofał się jednak spod miasta gdy przybyły tam oddziały Ligi.
W 1590 r. Karol de Mayenne otrzymał posiłki z hiszpańskich Niderlandów i na nowo rozpoczął działania wojenne. 14 marca starł się z wojskami królewskimi pod Ivry, ale poniósł całkowitą klęskę i ratował się ucieczką do Mantes. We wrześniu zebrał kolejną armię w Meaux i wsparty przez księcia Aleksandra Farnese, przysłanego przez króla Hiszpanii Filipa II, ruszył na odsiecz obleganemu przez Henryka IV Paryżowi. Król został zmuszony do odstąpienia od miasta. W tym czasie zmarł jednak „król Ligi” Karol X, co skomplikowało sytuację Ligi Katolickiej. Księciu de Mayenne zaczęła również ciążyć pomoc hiszpańskiego króla.
Radykalne skrzydło Ligi, reprezentowane przez tzw. „paryską szesnastkę"', naciskało Karola do wyboru kolejnego katolickiego króla Francji oraz do przyjęcia pomocy od Hiszpanów. Karol nie lubił radykalnych demagogów i przychylał się bardziej do umiarkowanego skrzydła Ligi, które chciało dążyć do ugody z Henrykiem IV. Postanowił więc uciszyć radykałów, których władza znacznie wzrosła podczas nieobecności księcia w Paryżu. Kiedy w listopadzie 1591 r. przedstawiciele „szesnastki” skazali na śmierć i stracili przedstawiciela umiarkowanego skrzydła, przewodniczącego paryskiego parlamentu Barnabe Brissona, Mayenne wrócił do Paryża i kazał ściąć czterech radykałów, którzy zostali pozbawieni wpływów w Lidze.
Wkrótce potem Mayenne rozpoczął negocjacje z Henrykiem IV. Równocześnie wciąż oficjalnie popierał stanowisko Filipa II Hiszpańskiego, który chciał aby korona Francji przypadła jego córce Izabeli, po kądzieli wnuczce króla Francji Henryka II. Karol de Mayenne zażądał od Henryka IV przejścia na katolicyzm, zanim uzyska od oficjalne poparcie Ligi. Zażądał również od Henryka potwierdzenia wszystkich urzędów, jakie w ciągu minionych lat uzyskał on sam i jego rodzina.
W 1593 r. Karol zwołał Stany Generalne do Paryża i przedstawił przed nimi roszczenia hiszpańskiej infantki. Deputowani zaprotestowali jednak przeciwko obcym interwencjom. 31 lipca 1593 r. Mayenne podpisał z Henrykiem rozejm w La Villette. Henryk przeszedł na katolicyzm i w 1594 r. koronował się na króla Francji. Jednak nie cała Liga Katolicka pogodziła się z Henrykiem. Wspierani przez Hiszpanów przeciwnicy Henryka, do których dołączył wkrótce de Mayenne, kontynuowali wojnę. Mayenne dopiero po przegranej bitwie pod Fontaine-Française doszedł do porozumienia z Henrykiem i zawarł z nim pokój w październiku 1595 r.
Henryk IV pozwolił księciu zatrzymać jego posiadłości w Chalon-sur-Saône, Seurre i Soissons, ale tylko na okres trzech lat. Syn księcia, Henryk, został gubernatorem Île-de-France. Henryk zapłacił również Karolowi spore odszkodowanie.
6 sierpnia 1576 r. Karol poślubił Henriettę Sabaudzką, markizę de Villars. Karol i Henrietta mieli razem dwóch synów i dwie córki:
- Renata (zm. 23 września 1638 w Rzymie), żona Mario II Sforzy, pana Ognano i Segni, hrabiego Santa Fiora
- Henryk (20 grudnia 1578 – 20 września 1621), książę de Mayenne
- Karol Emanuel (19 października 1581 w Grenoble – 14 września 1609 w Neapolu), hrabia de Sommerive
- Katarzyna (1585 – 18 marca 1618), żona Karola I Gonzagi, księcia Mantui